# Стефан от Бар
Стефан от Бар (на немски: Stephan von Bar; Stephan von Metz, на френски: Étienne de Bar; † 29 декември 1163, Мец) от фамилията на графовете на Бар от Дом Скарпон, е ерцдякон, френски кардинал и от 1120 до смъртта си епископ на Мец.

## Живот
Той е син на граф Дитрих от Мусон († 1105) и съпругата му Ерментруда Бургундска († 1105), дъщеря на граф Вилхелм I от Бургундия. Племенник е на архиепископа на Виен, Гвидо Бургундски (Ги дьо Виен), бъдещият папа Каликст II, който го възпитава.
През 1119 г. чичо му става папа Каликст II и през 1120 г. го прави епископ на Мец. От 1147 г. Стефан участва с брат си граф Райналд I от Бар и синовете му Райналд II и Дитрих във Втория кръстоносен поход.
Стефан от Бар умира на 29 декември 1162 г. в Мец и е погребан в катедралата на Мец „iuxta chori“.